# سلكوتيات
الخنافس الأرضية أو الفصيلة السِّلْكُوتِيَّة أو السِّلْكُوتِيَّات أو السرطانيات (الاسم العلمي: Carabidae) (بالإنجليزية: Ground beetle)‏ هي فصيلة كبيرة من الخنافس تحصى أكثر من 40000 نوع في كل أنحاء العالم وفي شمال أمريكا وحدها وجد 2000 نوع وفي قارة أوروبا 2700 نوع. اعتبارًا من عام 2015، أصبحت واحدة من أكثر 10 عائلات حيوانية غنية بالأنواع. إنهم ينتمون إلى Adephaga. أفراد العائلة هم في المقام الأول آكلة اللحوم، ولكن بعض أفرادها آكلة الأعشاب أو آكلة اللحوم.